# Showbizz.net
Showbizz.net est un site d'actualité québécois lancé en 1998 couvrant les émissions de télévision, les séries et leurs vedettes.  

## Historique
Le média québécois d'infodivertissement est lancé en décembre 1998 par les frères Parent. Déficitaire, le site web est racheté en 2000 par la compagnie Genex Communications inc (qui détenait également la radio CHOI-FM).
En février 2008, Genex Communications cède Showbizz.net à Branchez-vous! pour un montant de 600 000 dollars,. Le site internet est alors consulté par 240 000 visiteurs uniques chaque mois. 
Rogers Communications annonce en octobre 2010 l'acquisition de BV Média (ex-Branchez-vous) pour un montant de 25 millions de dollars. Deux ans plus tard, l'entreprise canadienne présente dans les télécoms et les médias informe brutalement de la fermeture des sites web du réseau Branchez-vous dont Showbizz.net,.
Quelques mois plus tard, en novembre 2012, la société Bizz Média (alors Média Happy Geeks) fait l'acquisition de la marque commerciale du média auprès de Rogers Communications pour un montant non dévoilé,. Sa remise en service est prévue en printemps 2013.
En août 2023, une nouvelle version du site est lancée, incluant la base de données des séries et d'émissions de télévision de QuiJoueQui.com (rachetée en 2022 à Richard Therrien, chroniqueur au journal Le Soleil),.

## Ligne éditoriale

### Publications
Le site web publie des articles d'actualités, des interviews etc. Le média québécois suit de près les réseaux sociaux des vedettes québécoises pour rédiger des articles d'actualité,.
En 2019, Michael Henaf, participant à la téléréalité Occupation double, poursuit Showbizz.net et ses concurrents Narcity et HollywoodPQ.com,. Il leur reproche d'atteinte à la réputation et de ne pas avoir diffusé sa version des évènements (la rupture d'une brève liaison), à côté de celles de trois autres influenceuses, elles-aussi poursuivies,. Seul le site Showbizz.net a retiré les articles litigieux.

### Médias
Le groupe de médias Bizz Média (anciennement dénommé Média Happy Geeks) est spécialisé dans les domaine des technos, du show-business et des spectacles,. Il possède également les marques spécialisées : Cinoche.com, Cineac,, QuiJoueQui.com,.

## Modèle économique
Le modèle économique du média québécois repose majoritairement sur les recettes publicitaires.   
Largement déficitaire au début des années 2000, le site web québécois a été racheté pour un montant d'un dollar.  Genex Communications avait alors tenté, sans succès, de réduire ses pertes devant la Cour canadienne de l'impôt, avant de le revendre.  
L'achat de Branchez-vous et de ses sites affiliés par Rogers Communications reposait sur le réseau publicitaire de l'entreprise également détentrice de  NetWorldMedia. En 2012, Rogers Communications cède à son tour le portail québécois pour concentrer ses ressources sur d'autres projets. Ces difficultés financières - jusqu'au début des années 2010 - s'inscrivent, selon Le Devoir, dans un contexte économique général d'essoufflement des médias gratuits reposant sur des recettes publicitaires.    
En 2017, le média affirme être - désormais - rentable.    